# Communauté de communes Castelnaudary Lauragais Audois
La communauté de communes Castelnaudary Lauragais Audois est une communauté de communes française, située dans le département de l'Aude et la région Occitanie. Elle se compose aujourd'hui de 43 communes pour près de 28 000 habitants. 

## Historique
Elle est créée le 1er janvier 2013 par la fusion des communautés de communes de Castelnaudary et du Bassin Lauragais, Hers et Ganguise, du Lauragais Montagne Noire (à l’exception des trois communes de Villespy, Carlipa et Cenne-Monestiés) et du Nord-Ouest Audois, conformément aux décisions prises par la Commission départementale de coopération intercommunale (CDCI) de l'Aude.

## Territoire communautaire

### Composition
La communauté de communes est composée des 43 communes suivantes :

| Nom                   | Code Insee | Gentilé          | Superficie (km2) | Population (dernière pop. légale) | Densité (hab./km2) |
| --------------------- | ---------- | ---------------- | ---------------- | --------------------------------- | ------------------ |
| Castelnaudary (siège) | 11076      | Chauriens        | 47,72            | 12 212 (2022)                     | 256                |
| Airoux                | 11002      | Airouxois        | 5,49             | 189 (2022)                        | 34                 |
| Baraigne              | 11026      | Baraignois       | 4,76             | 164 (2022)                        | 34                 |
| Belflou               | 11030      | Belflonais       | 8,93             | 111 (2022)                        | 12                 |
| Les Cassés            | 11074      | Cassésois        | 7,28             | 317 (2022)                        | 44                 |
| Cumiès                | 11114      | Cumiésiens       | 3,92             | 43 (2022)                         | 11                 |
| Fajac-la-Relenque     | 11134      | Fajacais         | 3,51             | 51 (2022)                         | 15                 |
| Fendeille             | 11138      | Fendeillais      | 7,17             | 613 (2022)                        | 85                 |
| Gourvieille           | 11166      | Gourvieillais    | 3,09             | 69 (2022)                         | 22                 |
| Issel                 | 11175      | Isselais         | 17,66            | 484 (2022)                        | 27                 |
| Labastide-d'Anjou     | 11178      | Labastidiens     | 8,57             | 1 261 (2022)                      | 147                |
| Labécède-Lauragais    | 11181      | Labécédois       | 19,96            | 419 (2022)                        | 21                 |
| Lasbordes             | 11192      | Lasbordais       | 14,74            | 824 (2022)                        | 56                 |
| Laurabuc              | 11195      | Laurabuciens     | 8,04             | 411 (2022)                        | 51                 |
| La Louvière-Lauragais | 11208      | Loubériens       | 6,25             | 80 (2022)                         | 13                 |
| Marquein              | 11218      | Marqueinois      | 5,49             | 80 (2022)                         | 15                 |
| Mas-Saintes-Puelles   | 11225      | Massogiens       | 27,63            | 937 (2022)                        | 34                 |
| Mayreville            | 11226      | Mayrevillais     | 8,17             | 86 (2022)                         | 11                 |
| Mézerville            | 11231      | Mézervillais     | 7,3              | 97 (2022)                         | 13                 |
| Mireval-Lauragais     | 11234      | Mirevaliens      | 10,32            | 193 (2022)                        | 19                 |
| Molleville            | 11238      | Molavilais       | 3,59             | 136 (2022)                        | 38                 |
| Montauriol            | 11239      | Montauriolais    | 8,47             | 84 (2022)                         | 9,9                |
| Montferrand           | 11243      | Montferrandais   | 17,93            | 648 (2022)                        | 36                 |
| Montmaur              | 11252      | Montmauriens     | 12,61            | 350 (2022)                        | 28                 |
| Payra-sur-l'Hers      | 11275      | Payranais        | 24,52            | 208 (2022)                        | 8,5                |
| Peyrefitte-sur-l'Hers | 11283      | Peyrefittais     | 6,47             | 76 (2022)                         | 12                 |
| Peyrens               | 11284      | Peyrenais        | 4,77             | 459 (2022)                        | 96                 |
| La Pomarède           | 11292      | Pomaredois       | 13,08            | 184 (2022)                        | 14                 |
| Puginier              | 11300      | Puginiérais      | 6,78             | 154 (2022)                        | 23                 |
| Ricaud                | 11313      | Ricaudais        | 5,92             | 328 (2022)                        | 55                 |
| Saint-Martin-Lalande  | 11356      | Lalandais        | 12,65            | 1 109 (2022)                      | 88                 |
| Saint-Michel-de-Lanès | 11359      | Saint-Michelais  | 13,03            | 487 (2022)                        | 37                 |
| Saint-Papoul          | 11361      | Saint-Papouliens | 26,48            | 832 (2022)                        | 31                 |
| Saint-Paulet          | 11362      | Saint-Pauletais  | 7,42             | 203 (2022)                        | 27                 |
| Sainte-Camelle        | 11334      | Camellais        | 9,52             | 124 (2022)                        | 13                 |
| Salles-sur-l'Hers     | 11371      | Salhersais       | 19,31            | 752 (2022)                        | 39                 |
| Souilhanels           | 11382      | Souilhanelois    | 2,72             | 356 (2022)                        | 131                |
| Souilhe               | 11383      | Souilhois        | 4,2              | 342 (2022)                        | 81                 |
| Soupex                | 11385      | Soupexois        | 7,37             | 240 (2022)                        | 33                 |
| Tréville              | 11399      | Trévillais       | 5,33             | 109 (2022)                        | 20                 |
| Verdun-en-Lauragais   | 11407      | Verdunois        | 20,21            | 289 (2022)                        | 14                 |
| Villemagne            | 11428      | Villemagnais     | 10,69            | 242 (2022)                        | 23                 |
| Villeneuve-la-Comptal | 11430      | Villenoviens     | 15,1             | 1 424 (2022)                      | 94                 |

### Démographie
| 1968   | 1975   | 1982   | 1990   | 1999   | 2010   | 2015   | 2021   |
| ------ | ------ | ------ | ------ | ------ | ------ | ------ | ------ |
| 19 611 | 19 429 | 20 672 | 21 863 | 22 856 | 25 825 | 25 901 | 27 823 |

## Administration
La communauté de communes de Castelnaudary Lauragais Audois (CCCLA) a un président et 12 vice-présidents, qui ont été désignés par le conseil communautaire lors de sa première séance le 3 janvier 2013. Les élus pour le mandat en cours sont : 
- Président : Philippe GREFFIER
- 1er vice-président chargé des Finances, de l'optimisation des ressources et de la prospective : Christophe PRADEL, maire de Montferrand
- 2e vice-présidente chargée des solidarités, des actions sociales et de la santé : Nicole MARTIN, maire de Ricaud
- 3e vice-président chargé du développement économique et de l'emploi : Patrick MAUGARD, maire de Castelnaudary
- 4e vice-présidente chargée de la culture, de l'animation du territoire et de la communication : Nathalie NACCACHE, maire de Labastide d'Anjou
- 5e vice-président chargé du développement durable, de l'aménagement du territoire et des mobilités : Jean-Pierre QUAGLIERI, maire de Lasbordes
- 6e vice-présidente chargée de la promotion du tourisme : Sabine CHABERT
- 7e vice-président chargé du grand cycle de l'eau, de la biodiversité et de l'environnement : Bernard PECH, maire de Payra sur l'Hers
- 8e vice-présidente chargée de la mutualisation : Nadine ROSTOLL, maire de La Pomarède
- 9e vice-président chargé du développement du très haut débit et des usages numériques : Denis BOUILLEUX
- 10e vice-président chargé des travaux, de l'accessibilité et de la commande publique : Serge OURLIAC, maire de Saint-Papoul
- 11e vice-présidente chargée de la Petite Enfance, Jeunesse, Citoyenneté : Isabelle SIAU, mairie du Mas Saintes Puelles

### Présidence
| Nom | Nom               | Parti | Début | Fin         | Fonctions                             | Informations |
| --- | ----------------- | ----- | ----- | ----------- | ------------------------------------- | ------------ |
|     | Philippe Greffier | PS    | 2013  | En fonction | 1er adjoint au maire de Castelnaudary |              |

### Les élus
| Nombre de conseillers | Communes                                                         |
| --------------------- | ---------------------------------------------------------------- |
| 24                    | Castelnaudary                                                    |
| 3                     | Labastide-d'Anjou                                                |
| 2                     | Mas-Saintes-Puelles, Saint-Martin-Lalande, Villeneuve-la-Comptal |
| 1 + 1 suppléant       | Le reste des communes                                            |

### Compétences
Obligatoires :
- Aménagement de l’espace : création de zones d'aménagement concertées de plus de 1 ha, création réserves foncières, Très Haut Débit…
- Développement économique
- Tourisme (office de tourisme Intercommunal, Capitainerie)

Optionnelles ou facultatives :
- Protection et mise en valeur de l'environnement (Natura 2000)
- Plan Alimentaire Territorial
- Petite Enfance, Enfance et Jeunesse
- Équipements culturels, sportifs, d'enseignements pré-élémentaires et élémentaires (réseau de 8 bibliothèques et médiathèques intercommunales, école de musique intercommunale...)
- Eau potable, Assainissement collectif et non collectif
- Social : chantier Insertion, Centre Intercommunal Action Sociale...
- Création, aménagement et entretien des voiries
- Service des pompes funèbres
- Centres de secours et d'incendie
- Fourrière pour les animaux errants
- Aires d'accueil des gens du voyage
- Aérodrome de Castelnaudary-Villeneuve
- Gestion, traitement des déchets
- GEMAPI